# Kläger und Beklagte
Kläger und Beklagte ist eine Fernsehreihe des ZDF, in der Zivilprozesse in Szene gesetzt werden. Die Erstausstrahlung erfolgte 1978 bis 1979 im Vorabendprogramm.

## Handlung
In dieser Reihe werden auf wahren Geschehnissen beruhende Prozesse aus dem Bereich des Zivil- und Familienrechts verhandelt. Die einzelnen Episoden sind in sich abgeschlossen, die Darsteller wechseln. In den Folgen wird beispielsweise dargestellt, wie ein geschiedener Vater um das Sorgerecht für seinen Sohn kämpft, eine Familie wegen Bausünden an ihrem Fertighaus klagt oder ein Lebensmittelhändler gegen durch eine Zeitung begangenen Rufmord vorgeht.

## Darsteller und Rollen
Die folgende Tabelle zeigt die Darsteller der häufiger auftretenden Richter und Anwälte. In weiteren Rollen traten unter anderen Hannelore Hoger, Gerhard Olschewski, Ingeburg Kanstein, Rolf Castell, Horst Michael Neutze, Lisa Fitz und Friedrich G. Beckhaus auf.
| Schauspieler          | Rolle                    | Episoden |
| --------------------- | ------------------------ | -------- |
| Hans Häckermann       | Richter Heckmann         | 4        |
| Hans-Werner Bussinger | Richter Kötter           | 3        |
| Regine Vergeen        | Richterin Tausch         | 3        |
| Horst Kroll           | Richter Becker           | 2        |
| Kyra Mladeck          | Richterin Boetticher     | 2        |
| Eike Gallwitz         | Rechtsanwalt Schotte     | 2        |
| Henry König           | Richter Riemenschneider  | 2        |
| Ernst-Erich Buder     | Richter Meister          | 2        |
| Peter Lakenmacher     | Rechtsanwalt Steuernagel | 2        |

## Episoden
| Folge | Titel                             | Ausstrahlung      |
| ----- | --------------------------------- | ----------------- |
| 1     | Ein Fall für den Eilrichter       | 16. November 1978 |
| 2     | Vom Regen in die Traufe           | 23. November 1978 |
| 3     | In meiner Eigenschaft als Mörder  | 30. November 1978 |
| 4     | Inschi darf nicht Meier heißen    | 7. Dezember 1978  |
| 5     | Großvater ließ die Messer wirbeln | 14. Dezember 1978 |
| 6     | Schuldunfähig                     | 21. Dezember 1978 |
| 7     | Im Gesetz nicht vorgesehen        | 28. Dezember 1978 |
| 8     | Sechs Richtige                    | 4. Januar 1979    |
| 9     | Liebe unter einem Dach            | 11. Januar 1979   |
| 10    | Ein linkes Ding im Rechtsverkehr  | 18. Januar 1979   |
| 11    | Das Recht auf’n Bier              | 25. Januar 1979   |
| 12    | Nette Nachbarn                    | 1. Februar 1979   |
| 13    | Der lachende Dritte               | 8. Februar 1979   |